# السيد ولد اباه
عبد الله السيد ولد اباه هو فيلسوف وباحث وكاتب وأكاديمي موريتاني، حاصل على دكتوراه في الفلسفة الحديثة والمعاصرة من جامعة تونس عام 1992، ويعمل حاليا أستاذا في قسم الدراسات الفلسفية والاجتماعية بجامعة نواكشوط في موريتانيا، كما يعمل أستاذا زائرا في جامعات أخرى خارج البلاد. شارك في العديد من المؤتمرات واللقاءات الدولية ، وكذلك البرامج الحوارية التلفزيونية العالمية.

## سيرة ذاتية
ولد السيد ولد اباه في بوتلميت بموريتانيا عام 1963م، وحاز على الدكتوراه في الفلسفة الحديثة والمعاصرة من جامعة تونس عام 1992م، وهو أُستاذ بقسم الدراسات الفلسفية والاجتماعية بجامعة نواكشوط بموريتانيا، وأمين عام الجمعية الفلسفية الموريتانية للدراسات الفلسفية، وعضو مجلس أمناء العديد من المؤسسات البحثية والفكرية العربية والدولية، وكاتب مقالة فكرية أسبوعية في صحيفة الاتحاد الإماراتية وصحيفة اراب نيوز (الطبعة الفرنسية)، ومسؤول سابق للبرامج الثقافية في المنظمة العربية للتربية والثقافة والعلوم.

## أعماله
له مجموعة من المقالات والدراسات والبحوث المنشورة في العديد من الصحف والمجلات الدولية، تعنى بقضايا الفلسفة المعاصرة وإشكالات التحول الديمقراطي، ومن مؤلفاته:
- «مستقبل إسرائيل»، تم النشر عام 2001م بواسطة دار الفكر المعاصر.
- «عالم ما بعد ١١ سبتمبر»، نشرت عام 2004م.
- «التاريخ والحقيقية لدى ميشيل فوكو»، تم النشر بواسطة الدار العربية للعلوم ناشرون عام 2004م.
- «عوائق التحول الديمقراطي في الوطن العربي»، تم النشر عام 2006م بواسطة دار الفكر.
- «أعلام الفكر العربي: مدخل إلى خارطة الفكر العربي الراهنة»، تم النشر بواسطة الشبكة العربية للأبحاث والنشر عام 2010م.
- «الجابري دراسات متباينة»، تم النشر في يناير 2011م بواسطة جداول للطباعة والنشر والتوزيع.
- «الإسلام والمجتمع المفتوح الإخلاص والحركة في فكر محمد إقبال»، تم النشر في فبراير 2011م بواسطة جداول للطباعة والنشر والتوزيع.
- «الأمة والدولة والتاريخ والمصائر: دراسات مهداة إلى الأستاذ رضوان السيد بمناسبة بلوغه الستين»، تم النشر في عام 2011م بواسطة الشبكة العربية للأبحاث والنشر.
- «الدين والسياسة والأخلاق: مباحث فلسفية في السياقين الإسلامي والغربي»، تم النشر في 2014م بواسطة جداول للطباعة والنشر والتوزيع.
- «الشنقيطي»،تم النشر في ديسمبر 2020م بواسطة المركز الثقافي للكتاب.
- «الثورات العربية الجديدة المسار والمصير»، تم النشر بواسطة دار جداول.
- «الدين والهوية: إشكالات الصدام والحوار والسلطة»، تم النشر بواسطة دار جداول.